# Otostigmus ateles
Otostigmus ateles är en mångfotingart som beskrevs av Chamberlin 1920. Otostigmus ateles ingår i släktet Otostigmus och familjen Scolopendridae. Inga underarter finns listade i Catalogue of Life.